# Eugeniusz Banaszczyk (podpułkownik)
Eugeniusz Banaszczyk (ur. 2 stycznia 1923 w Łodzi, zm. 22 lutego 1990) – polski publicysta, podpułkownik Wojska Polskiego.

## Życiorys
Ukończył średnią szkołę ogólnokształcącą w Łodzi, a następnie wojskową szkołę lotniczą i Centralną Szkołę Partyjną PZPR. Pracował jako fototechnik lotniczy w Wojsku Polskim, a następnie w Wojskowej Akademii Technicznej im. Jarosława Dąbrowskiego w Warszawie oraz jako dziennikarz w prasie wojskowej i w Wydawnictwie Ministerstwa Obrony Narodowej. Od 1966 redaktor naczelny w Wytwórni Filmowej „Czołówka”, współorganizator Klubu Publicystów Lotniczych Stowarzyszenia Dziennikarzy. 
Autor kilkunastu książek o tematyce lotniczej m.in. "Karuzela pod gwiazdami" i "Pierwsze skrzydła". Prawdopodobnie był ukrytym współautorem powieści Barwy walki, której oficjalnym autorem był Mieczysław Moczar
Współpracował przy realizacji filmu "Warszawskie skrzydła" o 1 Pułk Lotnictwa Myśliwskiego „Warszawa” im. gen. bryg. pil. Stefana Pawlikowskiego.
Zmarł 22 lutego 1990 roku i został pochowany na cmentarzu komunalnym w Łodzi.

## Odznaczenia
- Złota Odznaka Honorowa Towarzystwa Przyjaźni Polsko-Radzieckiej (1968)[4]
- Medal "Zasłużonemu dla Lotnictwa" (1972)[5]